# Református kórház (Kolozsvár)
A hajdani kolozsvári református kórház két világháború közötti épület Kolozsváron, amely a Ferenc József út (Str. Horea) és a Kálvin utca (Str. Câmpeni) sarkán állt, a hídelvei református templom mellett. Egyik szárnyában ma a III-as számú gyermekkórház (Clinica de Pediatrie III) van, a második világháború végén lebombázott részének helyére pedig mentőállomás épült.

## Története
Makkai Sándor református püspök 1926. június 19-i beiktatásakor tartott beszédében célul tűzte ki a diakonisszaképző intézet és kórház létesítését. Az erdélyi református egyházkerület 1928-ban létre is hozta a diakonissza intézetet, és ideiglenesen Marosvásárhelyen helyezte el. Több próbálkozás történt a kórház megalapítására is, de ezek a megfelelő anyagi forrás hiányában eredménytelenek maradtak.
1932-ben a diakonissza intézet bérbe vette a Ferenc József út és a Kálvin utca sarkán álló épületet a szászvárosi református kollégiumtól, átalakíttatta és kórházi felszereléssel látta el. A kórházzá alakítás költsége több mint három millió lej volt, amelyet részben az 1931–1932-ben kibocsátott Református Kórház-sorsjegyek bevételéből, részben a református egyházkerület alapjából fedeztek. A kórház létrehozásához bőkezű támogatást nyújtott Bánffy Miklós, a református egyházkerület főgondnoka. Az ágyneműt, abroszokat, törlőkendőket stb. a református nőszövetségek biztosították.
A kórház igazgatója 1933 és 1937 között a belgyógyász Filep Gyula volt, aki egyúttal a diétás konyhát és a laboratóriumot is vezette. A sebészeti és nőgyógyászati osztály főorvosa Jancsó Ödön, a Röntgen- és helioterápiai osztály vezetője Mester Gábor volt, aki 1937-től 1944-ig igazgató is volt.  Az állandó orvosi személyzet ezen felül egy orvosból és két alorvosból állt, de számos egyetemi tanár és orvos vállalta, hogy a betegek anyagi viszonyaihoz mért tiszteletdíjért tanácsadóként segítik a gyógyítást. (A tanácsadók listájában magyar és román nevek vegyesen találhatóak.) A nővéri feladatokat a három éves elméleti és gyakorlati képzésben részesült diakonisszák látták el. 
A kórháznak a Kálvin utca felé eső déli szárnyát az 1944. június 2-i légitámadás földig rombolta, az északi megmaradt. Az egyház 1945-ben elkezdte az épület kijavíttatását; a munkálatokat ellenőrző bizottság elnöke Bánffy Miklós volt. 1948-ban vagy 1949-ben az intézményt államosították, utóbb gyermekkórházzá alakították. A lebombázott részt az 1950-es években újjáépítették, és ide költöztették a mentőállomást.
1990 után a református egyház visszaigényelte az épületet; az épület visszaadása 2014. decemberig nem történt meg. A folyamatban levő visszaigénylési eljárás ellenére 2014-ben a gyermekkórház épületét részben korszerűsítették, és új vizsgálati osztályokkal látták el.

## Leírása
A földszinten helyezkedett el a betegváró, a belgyógyászati rendelő, a Röntgen-felszerelés helyisége, az orvosi és igazgató szobák. A Röntgen-készülékkel sorozatfelvételeket is lehetett készíteni (pillanatonként 14 képet), a készüléket önműködő kikapcsolóval látták el. Az első emeleten a kórtermek kaptak helyet, a betegszobákban minden ágyhoz rádiókapcsoló és nővérhívó csengő tartozott. A fürdőszobákból szintén lehetett a nővéreket hívni. A második emeleten helyezkedtek el a műtők, ahol lábbal állítható műtőasztal és gőzzel, gázzal illetve villannyal működő sterilizálókészülékek álltak. A műtő árnyékmentes megvilágítását egy 39 egymáshoz illesztett darabból álló világítótest biztosította; az áramellátást a városi hálózat esetleges zavarai nem befolyásolták, mert a kórház saját villanyteleppel rendelkezett. Az alagsorban volt a laboratórium, konyha és mosóhelyiségek. Az épületben betegszállító és külön ételszállító lift működött.